# Liste der Monuments historiques in Charenton-le-Pont
Die Liste der Monuments historiques in Charenton-le-Pont führt die Monuments historiques in der französischen Stadt Charenton-le-Pont auf.

## Liste der Bauwerke
| Bezeichnung                     | Beschreibung | Standort                             | Kennzeichnung | Schutzstatus   | Datum     | Bild           |
| ------------------------------- | ------------ | ------------------------------------ | ------------- | -------------- | --------- | -------------- |
| Château de Bercy (Schloss)      |              | 109–114, rue du Petit-Château (Lage) | PA00079859    | Inscrit Classé | 1959 1966 | weitere Bilder |
| Château de Conflans (Schloss)   |              | 2, rue du Séminaire (Lage)           | PA00079860    | Inscrit        | 1979      | weitere Bilder |
| Pavillon von Antoine de Navarre |              | 48, rue de Paris (Lage)              | PA00079861    | Classé         | 1862      | weitere Bilder |

## Liste der Objekte
- Monuments historiques (Objekte) in Charenton-le-Pont in der Base Palissy des französischen Kultusministeriums